# گورستان سد زاگرس
قبرستان سد زاگرس مربوط به عصر آهن است و در شهرستان گیلانغرب، بخش مرکزی، دهستان گورسفید، ۱ کیلومتری شمال روستای علی خان آباد واقع شده و این اثر در تاریخ ۲۶ اسفند ۱۳۸۷ با شمارهٔ ثبت ۲۵۵۵۹ به‌عنوان یکی از آثار ملی ایران به ثبت رسیده است.